# Laboratoire d'optique atmosphérique
Le laboratoire d'optique atmosphérique (LOA) est une unité mixte de recherche du Centre national de la recherche scientifique (CNRS) de France et de l'université de Lille - Sciences et Technologies spécialisée dans l'étude des nuages, des aérosols et de leurs impacts environnementaux (climat, pollution).

## Structure
Le laboratoire est constitué de deux équipes se spécialisant respectivement sur l'étude des nuages et celle des aérosols. Les deux équipes travaillent également ensemble sur des recherches transverses d'interactions nuages-aérosols. Il s'appuie sur une expertise de modélisation (transfert radiatif, dynamique méso-échelle) ainsi que sur des observations. En effet, le LOA a développé une plateforme instrumentale sur le toit du laboratoire qui permet de mesurer en continu la composition de l’atmosphère grâce à une large gamme d’instruments de télédétection au sol et de mesures in-situ. Il pilote à distance une autre plateforme d’observation située à M’Bour au Sénégal. 

## Collaborations
Le LOA collabore avec d'autres laboratoires et centres nationaux et européens (par exemple le Centre national d'études spatiales (CNES) sur des projets comme POLDER, EUMETSAT sur 3MI). Le laboratoire est centre d’expertise du Pôle national AERIS (Pôle de données et services atmosphériques).